# Faramea vaginata
Faramea vaginata är en måreväxtart som beskrevs av August Heinrich Rudolf Grisebach. Faramea vaginata ingår i släktet Faramea och familjen måreväxter.
Artens utbredningsområde är Kuba. Inga underarter finns listade i Catalogue of Life.